# Marifé de Triana
María Felisa Martínez López (Burguillos, Sevilla, 13 de setembre de 1936 - Benalmádena, Màlaga, 16 de febrer de 2013) va ser una cantant de copla andalusa i actriu espanyola, coneguda artísticament com a Marifé de Triana. Va viure molts anys a Fines.

## Biografia

### Joventut
María Felisa Martínez López neix al poble sevillà de Burguillos el 13 de setembre de 1936, i va passar els seus primers anys en el populós raval de Triana de Sevilla, d'on prendria el seu cognom artístic. Amb 9 anys mor el seu pare i als 12 abandona els seus estudis per començar a introduir-se al món de l'art. Traslladada la família a Madrid, i es va anar despertant en ella l'afició a cantar que havia sentit des de nena. Després d'un curt període d'estudis en acadèmies de cant, en el qual per exemple rebrà lliçons musicals en l'acadèmia del Maestro Alcántara, va saltar al món de l'art i la cançó folklòrica debutant en l'emissora Radio Nacional de España de la mà de David Cubedo.
David Cubedo li va posar el nom de "Marifé de Triana" en la seva primera actuació a Radiotelevisión Española. Es va treure el carnet d'artista als 13 anys encara que el mínim d'edat eren 16. Aquest mateix dia la van contractar per a un espectacle al Cinema Pizarro de Madrid, on va conèixer el compositor i pianista Ricardo Freire.
Va recórrer la geografia espanyola com a integrant de diverses companyies de varietats, entre elles el Teatre Xinès de Manolita Chen, on va actuar entre 1950 i 1952, on interpretava els èxits de les grans estrelles de la copla del moment, entre elles la seva admirada Juanita Reina. Més endavant va actuar en espectacles com "Polizontes del cante", l'estel principal del qual era "Niño de Orihuela", i "Padre Virtudes", de Pepe Mairena.

### Èxit
Els seus començaments van ser durs, però li va arribar la seva gran oportunitat. El promotor d'espectacles Juan Carcellé la va contractar ràpidament en veure-la actuar en una localitat propera a Madrid. Deia: "Mai ningú ha cantat com aquesta dona". "Ella és la renovació absoluta de la cançó andalusa". Pastora Pavón va dir d'ella quan tenia 22 anys: "Marifé de Triana ha començat per on altres artistes acaben". Així, presentada per Carcellé, va debutar en el madrileny Coliseu de Price. Encapçalant un espectacle de varietats, en el qual va interpretar de forma magistral la copla andalusa, va obtenir un èxit rotund. L'escriptor Álvaro Retana, la va veure així: "Bufona i jove, acusava cert temperament artístic, accentuat en col·locar-se sota l'advocació del trio Quintero, León i Quiroga". Perfeccionant la seva mímica i consagrant-se en la copla, va aconseguir estar en cartell durant tres mesos consecutius, quelcom insòlit en aquells temps.
Les portes de l'èxit estaven obertes per a la sevillana, sent des d'aquest instant la seva carrera una de les més vertiginoses que s'han conegut al món de la copla. Les cases discogràfiques es disputaven el seu contracte. El seu primer disc va aparèixer el 1956, i va constituir un altre èxit amb la cançó “Torre de arena”, de Lladrés, Manuel Gordillo i Sarmiento. Marifé de Triana va despuntant com a actriu de la cançó, amb uns dots extraordinaris i una veu clara i potent, dominadora de totes les situacions líriques. “Torre de arena”, va ocupar el primer lloc en les llistes dels discos més venuts dels anys cinquanta i seixanta, impacte desconegut més per qui no fos Concha Piquer, Antoñita Moreno o Juanita Reina. Arran de l'enorme èxit discogràfic, Marifé de Triana va crear com a empresa del seu propi espectacle el titulat "Torre de arena", que va recórrer els principals teatres espanyols durant més de dos anys ininterromputs. Després serà apreciada com "L'actriu de la copla", nom amb qui s'hi dirigí la premsa de tot Espanya, i títol que Marifé de Triana va portar amb el màxim orgull.
I llavors els seus èxits ja foren continuats, ininterromputs, ocupant durant la dècada dels anys cinquanta i seixanta el primer lloc en la cançó espanyola i andalusa. "Torre de arena", "La loba", "13 de mayo", "Romance de Zamarrilla" o "Quién dijo pena" es trobaran entre els seus èxits, que és pràcticament tot el que grava. Encara que serà probablement "María de la O" (1961), la seva cançó més popular, que va ser popularitzada i escrita per Estrellita Castro abans de la Guerra Civil Espanyola. D'ella dirà: "Si em donessin un ultimàtum, i hagués de quedar-me amb una cançó, em quedaria amb "María de la O".
Els seus espectacles se succeeixen un darrere l'altre, destacant després de "Torre de arena", "La Emperaora", "La sombra", "Carrusel de España", "Coplas al viento", "La maestra Giraldilla", "Torre de Coplas", "La niña de Agualucero", "Embajadora de España", "La cantaora", "El café del Taranto", "María Maletilla", "Cabalgata"... etc. Entre espectacle i espectacle feia gires internacionals per Mèxic, Veneçuela, Argentina, Perú, Xile, França, Bèlgica, Alemanya, Holanda, Suïssa, Anglaterra i Estats Units, actuant en els teatres més prestigiosos i cadenes de televisió d'aquests països, així com en TVE (Espanya), sent contractada de seguida per al cinema, interpretant dues pel·lícules que van suposar un èxit de taquilla: “Canto para ti” i “Bajo el cielo andaluz”. Anys després confessarà (2008): "La meva gran il·lusió hagués estat ser actriu, sempre que m'haguessin educat per a això".

## Mèrits artístics
Marifé de Triana, anomenada pels estudiosos com "L'Actriu de la Copla", ha aportat al gènere 540 coples noves, en la seva majoria creació del trio Quintero, León y Quiroga, on Antonio Quintero i Manuel Quiroga posaven música als versos del poeta andalús Rafael de León. Ha estat la gran revolucionària i creadora del gènere. Destacada i admirada per la seva interpretació, Marifé de Triana va aconseguir a través de les seves facultats interpretatives i la seva veu andalusa portar a la cúspide el gènere folklòric. La carrera discogràfica avala la labor d'aquesta artista sevillana. Va servir de referent a generacions posteriors (Rocío Jurado, Isabel Pantoja, Pasión Vega, Diana Navarro, Nieves Hidalgo…) i segueix sent un referent per a les noves generacions.